# Història de la Guerra del Peloponnès

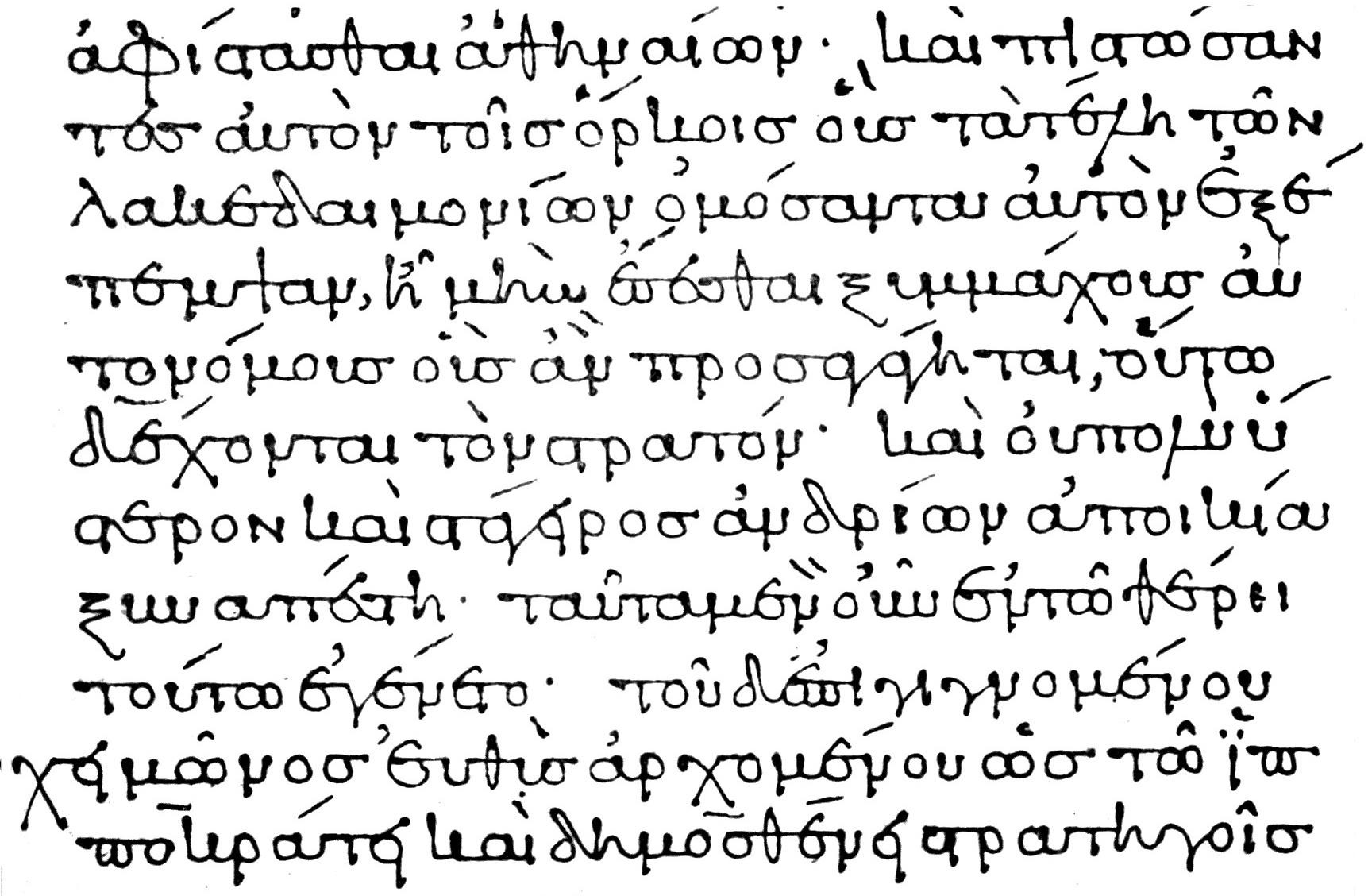
Manuscrit de la Història de Tucídides, del segle X

La Història de la Guerra del Peloponès és un relat escrit per Tucídides, un general atenenc que va combatre contra Esparta a la Guerra del Peloponès i va relatar el curs de la guerra. Editors posteriors van dividir el text en vuit llibres.
La Història és un dels llibres d'història més antics que es conserven, i és considerat la primera aproximació científica en la història escrita. Els estudiosos estan dividits respecte si cal considerar el text una crònica objectiva dels esdeveniments o si es tracta d'una obra amb fins literaris que presenta una visió parcial dels fets.
Tucídides va morir mentre treballava en la Història, que finalitza amb una frase inacabada i sols arriba fins a l'any 411 aC, deixant els últims sis anys de la guerra sense tractar.

## Temàtica
L'obra és un relat cronològic detallat i analític de la guerra que entre el 431 i el 404 aC va enfrontar Esparta i Atenes per la supremacia a Grècia. Comença descrivint els cinquanta anys de pau (Pentecontècia) que van precedir la guerra, i continua narrant el conflicte que passà per tres fases: un enfrontament de deu anys, una treva de set, i la represa de les hostilitats durant deu anys més.

## Estil i composició
La Història de Tucídides va introduir aportacions innovadores amb el seu mètode històric, tal com exposa al capítol vint-i-dos del primer llibre, en què descriu la seva voluntat de desglossar la veritat amb l'anàlisi rigorosa de les dades i els testimonis. Molts dels seus principis han passat a formar part del mètode de treball dels historiadors futurs.
- Cronologia: una de les innovacions més destacades de Tucídides va ser el seguiment estricte de la cronologia, registrant els esdeveniments any per any, començant per les campanyes de l'estiu i acabant amb la temporada d'hivern, més tranquil·la. Aquest mètode contrasta amb la Història d'Heròdot, que agrupava els fets relacionats en blocs temàtics independentment de quan passessin.

- Neutralitat: tot i ser un atenenc i un combatent en el conflicte, Tucídides afirma voler exposar els fets des d'un punt de vista neutral. L'opinió majoritària és que va aconseguir presentar una visió imparcial de la guerra, tot i que estudiosos com Ernst Badian disputen aquesta asserció i l'acusen d'afavorir els atenencs.

- Discursos: un tret distintiu de l'obra és la inclusió de dotzenes de discursos pronunciats per les principals figures de la guerra. Tucídides transcriu els discursos dels generals a les seves tropes abans de les batalles, pronunciaments polítics, o debats entre diferents faccions. De tots els discursos, el més famós és l'oració funerària de Pèricles, al segon llibre, en què lloa els atenencs caiguts. Tot i que Tucídides va sentir molts d'aquests discursos, o li van ser transmesos per testimonis directes, és molt probable que d'altres siguin llicències literàries per part seva.

- Fonts: la Història es presenta amb la forma d'un relat literari sense mencionar les fonts de l'autor. Així com Heròdot sovint descrivia diverses versions existents d'un mateix fet i deixava que el lector decidís, Tucídides presenta una única versió com a certa i indiscutible.

- Deïtats: a diferència dels relats homèrics, en què els déus participaven activament en la guerra, o Heròdot, que mencionava sovint el paper dels déus i la seva influència, Tucídides presenta tots els esdeveniments de la seva història com a efecte de l'acció humana.

## Divisió de l'obra
| Llibre      | Seccions    | Capítols i continguts                                  | Capítols i continguts |
| ----------- | ----------- | ------------------------------------------------------ | --- |
| Llibre I    | 1.1-1.19.   |                                                        | I: l'estat de Grècia des dels temps més antics fins l'inici de la Guerra del Peloponès. V: segon congrés de Lacedemònia, preparacions per la guerra i enfrontaments diplomàtics, Ciló, Pausànies, Temístocles. |
| Llibre I    | 1.20–1.23   | Metodologia                                            | |
| Llibre I    | 1.24–1.66   | Causes de la guerra (433-432 aC)                       | L'afer d'Epidamne (1.24–1.55) |
| Llibre I    | 1.24–1.66   | Causes de la guerra (433-432 aC)                       | L'afer de Potidea (1.56–1.66) |
| Llibre I    | 1.67–1.88   | Primer Congres de la Lliga del Peloponès a Lacedemònia | El discurs dels Corintis (1.68-1.71) |
| Llibre I    | 1.67–1.88   | Primer Congres de la Lliga del Peloponès a Lacedemònia | El discurs dels enviats atenesos (1.73–1.78) |
| Llibre I    | 1.67–1.88   | Primer Congres de la Lliga del Peloponès a Lacedemònia | Discurs d'Arquidam (1.80–1.85) |
| Llibre I    | 1.67–1.88   | Primer Congres de la Lliga del Peloponès a Lacedemònia | Discurs d' (1.86) |
| Llibre I    | 1.88–1.117  | Pentecontaetia (478-432 aC)                            | Del final de la Guerra amb els perses a l'inici de la Guerra del Peloponès, El pas de la supremacia a l'imperi. |
| Llibre I    | 1.119–1.125 | Segon Congrés de la Lliga del Peloponès a Lacedemònia  | |
| Llibre I    |             |                                                        | |
| Llibre II   |             |                                                        | VI: primer any de guerra: l'Inici de la Guerra del Peloponès, la primera invasió de l'Àtica, oració funerària de Pèricles. VII: segon any de guerra: la plaga d'Atenes, posició i política de Pèricles, caiguda de Potidea. VIII: tercer any de guerra: setge de Platea, victòries navals de Formió, incursió tràcia a Macedònia sota Sitalces.                                                   |
| Llibre III  |             |                                                        | IX: quart i cinquè anys de guerra: la revolta de Mitilene i el posterior debat. X: cinquè any de guerra: judici i execució dels Plateencs, revolució Còrcira. XI: sisè any de guerra: campanyes de Demòstenes a la Grècia occidental, ruïna d'Ambràcia. |
| Llibre IV   |             |                                                        | XII: setè any de guerra: l'ocupació de Pilos, la rendició de l'exèrcit espartà a Esfactèria. XIII: setè i vuitè anys de guerra: la fi de la revolució Còrcira, pau de Gela, captura de Nisaea. XIV: vuitè i novè anys de guerra: invasió de Beòcia, caiguda d'Amfípolis, èxits de Bràsides. |
| Llibre V    |             |                                                        | XV: desè any de guerra: mort de Cleó i Bràsides, pau de Nícies. XVI: sentiment antiespartà al Pelopònes, lliga de Mantinea, Elis, Argos i Atenes, Batalla de Mantinea i trencament de la lliga. XVII: setzè any de guerra: els diàlegs de Melos, el fat de Melos. |
| Llibre VI   |             |                                                        | XVIII: dissetè any de guerra: la campanya siciliana, l'afer de les Hermae, la marxa de l'expedició. XIX: dissetè any de guerra: faccions a Siracusa, història d'Harmodi i Aristogitó, desgràcia d'Alcibíades. XX: dissetè i divuitè anys de guerra: inacció de l'exèrcit atenenc, Alcibíades a Esparta, setge de Siracusa.                                                                        |
| Llibre VII  |             |                                                        | XXI: divuitè i dinovè anys de guerra: arribada de Gílip a Siracusa, fortificació de Decèlia, èxits dels siracusans. XXII: dinovè any de guerra: arribada de Demòstenes, derrota dels atenencs a Epípoles, follia i obstinació de Nícies. XXIII: dinovè any de guerra: batalles a la Gran Badia, retirada i anihilació de l'exèrcit atenenc.                                                       |
| Llibre VIII |             |                                                        | XXIV: dinovè i vintè anys de guerra: revolta a Jònia, intervenció de Pèrsia, la guerra a Jònia. XXV: vintè i vint-i-unè anys de guerra: intrigues d'Alcibíades, retirada dels subsidis perses, cop d'estat oligàrquic a Atenes, patriotisme de l'exèrcit a Samos. XXVI: vint-i-unè any de guerra: retorn d'Alcibíades a Samos, revolta d'Eubea i caiguda dels Quatre-cents, Batalla de Cinossema. |

## Tradició manuscrita
| Sigla | Manuscrit                           | Manuscrit       | Localització | Localització                      | Data          |
| A     | Codex Parisinus suppl. Gr. 255      | suppl.graec.255 | París        | Bibliothèque nationale de France  | s. XI-XII     |
| B     | Codex Vaticanus graecus 126         | Vat.gr.126      | Vaticà       | Biblioteca Apostolica Vaticana    | s. XI         |
| C     | Codex Laurentianus LXIX.2           | Plut.69.2       | Florència    | Biblioteca Medicea Laurenziana    | s. X          |
| E     | Codex Palatinus Heidelbergensis 252 | Palat.252       | Heidelberg   | Universitätsbibliothek Heidelberg | s.IX (finals) |
| F     | Codex Monacensis 430                | Cod.graec.430   | Munic        | Bayerische Staatsbibliothek       | s. XI         |
| G     | Codex Monacensis 228                | Cod.graec.228   | Munic        | Bayerische Staatsbibliothek       | s. XIII       |
| M     | Codex Britannicus II, 727           | Add MS 11727    | Londres      | British Library                   | s. XI         |

## Llegat
Juntament amb les Històries d'Heròdot, l'obra de Tucídides fou una de les influències fonamentals sobre la historiografia romana d'Orient.